# Kleinstböckchen
Das Kleinstböckchen (Neotragus pygmaeus), manchmal auch Zwergböckchen genannt, ist eine Antilopenart, die zu den kleinsten Vertretern der Hornträger gehört. Sie bewohnt die westafrikanischen Regenwälder zwischen Sierra Leone und Ghana. Über die Lebensweise ist nur wenig bekannt. Die Ersterwähnung erfolgte im Jahr 1758, der Bestand wird als nicht bedroht angesehen.

## Merkmale
Mit einer Kopf-Rumpf-Länge von 38 bis 51 cm zuzüglich eines 5 bis 8 cm langen Schwanzes, einer Schulterhöhe von 24 bis 26 cm und einem Gewicht von 2 bis 3 kg stellt das Kleinstböckchen den kleinsten der heutigen Vertreter der Hornträger dar; unter den Paarhufern sind nur die Hirschferkel noch kleiner. Der Körperbau ist relativ kompakt, die Hinterbeine sind gegenüber den Vorderbeinen ausgesprochen lang. Typisch erscheint auch der aufgewölbte Rücken, der in der etwa in der Mitte seinen höchsten Punkt erreicht. Allerdings kann dies nur im Ruhestand deutlich erkannt werden, da er beim Laufen etwas abflacht. Das Fell ist weich und die Haare stehen vor allem am Rumpf sehr dicht. Der Rücken, die Beinaußenseiten und der Kopf zeigen eine rot- bis goldenbraune Färbung, die zu den Seiten hin aufhellt, der Bauch und die Beininnenseiten sind weiß gefärbt. Im Nacken zeichnet sich ein breites, gelblichbraunes Band ab, das sich deutlich von der Färbung des Halses abhebt. Der Schwanz wird meist dicht am Körper getragen. Er ist von weißer Farbe und besitzt einen Pinsel am Ende, die Basis ist dunkel gefärbt. Dicht oberhalb der Hufe können helle Flecken ausgebildet sein. Eine besondere Gesichtszeichnung liegt nicht vor. Die Augen sind groß, die Ohren gerundet und an der Basis weißfleckig. Die Voraugendrüsen wirken äußerlich eher unauffällig und werden von einem kurzhaarigen Hautfeld markiert. Subdermal bilden sie aber einen großen, pflaumenförmigen Drüsenkörper, der das dunkle Sekret enthält. Hörner sind nur beim Männchen ausgebildet und werden zwischen 1,8 und 3,5 cm lang. Sie sind nach hinten gerichtet und folgen der Nasen- und Stirnlinie. Ihr Querschnitt ist konisch, ihre Oberfläche glatt und von schwarzer Färbung. Die Schädellänge variiert zwischen 9,9 und 10,8 cm.

## Verbreitung
Das Kleinstböckchen ist im westlichen Afrika verbreitet und kommt vom südlichen Guinea über Sierra Leone bis nach Ghana etwa westlich des Volta vor. Es bevorzugt tropische Regenwälder mit dichtem Untergrundbewuchs, wobei die Art häufiger in Wald-Savannen-Mischlandschaften anzutreffen ist. Zudem wurde sie auch in kleinen Waldflecken in landwirtschaftlich genutzten Gebieten beobachtet.

## Lebensweise
Über die Lebensweise des Kleinstböckchens ist recht wenig bekannt. Es ist nachtaktiv, kann in dichter Vegetation aber auch tagsüber aktiv sein. Männchen und Weibchen bilden monogame Paare, die einzelne Territorien okkupieren, die mit Dunghaufen markiert werden. Die Tiere sind sehr scheu und stets alarmiert. Sie unterbrechen häufig ihre Bewegungen, um die Gegend nach möglichen Gefahren abzusuchen. Bei unmittelbarer Gefahr in Distanzen von wenigen Metern flieht das Kleinstböckchen in Gebüsche. Die außerordentlich kräftigen Hinterbeine ermöglichen es ihm, dabei Sprünge von 2,8 m Länge und 0,5 m Höhe zu absolvieren. Die normale Fortbewegungen besteht aus vorsichtigen Schritten mit sehr hoch gezogenen Beinen.
Die Hauptnahrung umfasst Früchte, Blätter, Sprossen und Pilze, äußerst selten auch frische Gräser. Zu den am häufigsten verzehrten Pflanzen gehören Blepharis, Asystasia und Tridax, darüber hinaus auch Borreria, Desmodium und Euphorbia. In der Regel zupft ein Tier nur die weichen Pflanzenteile ab und lässt den härteren Stängel zurück. Allerdings kann das Kleinstböckchen auch größere Mengen faserigen Pflanzenmaterials verdauen.
Die Fortpflanzung des Kleinstböckchens ist kaum untersucht. Ein einzelner Nachweis einer Geburt in freier Wildbahn erfolgte im Dezember, ein in Gefangenschaft geborenes Jungtier wog 300 g. Prinzipiell kommt nur ein Neugeborenes zur Welt, das im Aussehen den ausgewachsenen Tieren gleicht. Die Saugphase dauert drei Monate, das Wiederkäuen fängt im vierten Lebensmonat an. Die Individualentwicklung schreitet nur langsam voran, mit 15 Monaten ist das Junge geschlechtsreif. In Gefangenschaft wurden Tiere bis zu zwölf Jahre alt.
Zu den Fressfeinden zählen der Leopard, die Goldkatze und der Serval. Als Parasit wurden Zecken wie Haemaphysalis, Ixodes und Rhipicephalus identifiziert.

## Systematik
Das Kleinstböckchen ist eine Art aus der Gattung Neotragus innerhalb der Familie der Hornträger (Bovidae) und der Ordnung der Paarhufer (Artiodactyla). Es bildet das einzige Mitglied der Gattung, die dadurch monotypisch ist. Ursprünglich wurden auch andere Böckchen wie das Batesböckchen oder das Moschusböckchen zu Neotragus verwiesen, genetische Untersuchungen aus dem Jahr 2014 zeigten aber auf, dass diese nicht näher mit dem Kleinstböckchen verwandt sind und die eigene Gattung Nesotragus formen. Zu den nächsten Verwandten des Kleinstböckchens gehören den Analysen zufolge die Klippspringer und die Ducker, während die anderen Böckchen in enger Beziehung zu den Impalas stehen.
Neben Art und Gattung bildet das Kleinstböckchen auch die Tribus der Neotragini. Vor allem im 20. Jahrhundert wurden die Neotragini häufig als Unterfamilie Neotraginae geführt und enthielten zahlreiche Arten und Gattungen. Dazu gehörten in erster Linie die Böckchen der Gattung Nesotragus, darüber hinaus die Rehantilope (Pelea), die Dikdiks (Madoqua), die Klippspringer (Oreotragus), die Beira (Dorcatragus) sowie die Gattungen Ourebia und Raphicerus. Dabei handelte es sich bei dieser Gruppierung jedoch um keine natürliche (monophyletische) Gruppe, sondern um eine willkürliche Zusammenstellung kleinerer Antilopen. Das Rehböckchen wird heute als naher Verwandte der Ried- und Wasserböcke in der Tribus der Reduncini geführt, die Klippspringer bilden eine eigene Tribus (Oreotragini). Die übrigen Gattungen werden in die Gazellenartigen (Antilopini) eingeordnet. Nachdem nun auch die Böckchen der Gattung Nesotragus aus den Neotragini verwiesen wurden, verbleibt nur noch Neotragus mit einer Art als einziges Mitglied.
- Tribus Neotragini Sclater & Thomas, 1894

- Gattung Neotragus C. H. Smith, 1827

- Kleinstböckchen (Neotragus pygmaeus Linnaeus, 1758)

Es bleibt in Zukunft abzuwarten, ob die Neotragini als Tribus bestehen bleiben oder mit den Duckern (Cephalophini) oder den Klippspringern (Oreotragini) verbunden werden.
Das Kleinstböckchen wurde durch Linnaeus im Jahr 1758 unter der Bezeichnung Capra pygmaea wissenschaftlich eingeführt. Er gab als Verbreitung „Guinea, India“ an, was erst im Jahr 1911 von Oldfield Thomas offiziell in „Guinea“ korrigiert wurde. Wahrscheinlich hatte Linnaeus seine Angaben zum Kleinstböckchen aus Albert Sebas im Jahr 1734 erschienenen Werk Thesaurus entnommen. Der heute gültige Gattungsname Neotragus stammt von Charles Hamilton Smith aus dem Jahr 1827. Smith fasste die Bezeichnung aber als Untergattung von Antilope auf und wies dieser noch 15 weitere zu. Philip Lutley Sclater und Oldfield Thomas ordneten später, im Jahr 1894, in ihren The Book of Antelopes die Hornträger neu und unterschieden dabei sieben Unterfamilien, wobei sie innerhalb der Neotraginae neben dem Kleinstböckchen zahlreiche weitere kleinere Antilopen wie die Böckchen, die Klippspringer oder die Dikdiks aufführten. Der Tribus-Rang Neotragini setzte sich weitgehend erst im 21. Jahrhundert durch.

## Bedrohung und Schutz
Die IUCN führt das Kleinstböckchen in der Kategorie „nicht gefährdet“ (least concern). Es wird von einer Populationsgröße von rund 62.000 Individuen ausgegangen, was aber auch unterschätzt sein kann, da das nachtaktive Tier schwer zu beobachten ist. Größere Bedrohungen könnten von der Bejagung und dem Verkauf des Fleisches als Bushmeat ausgehen. Für einige lokale Volksgruppen ist das Kleinstböckchen aber tabu. Teilweise verfangen sich Tiere auch in Fallen, die für Ducker ausgelegt wurden. Die Art ist in zahlreichen Schutzgebieten präsent.
In den Fabeln mancher westafrikanischer Völker hat das Kleinstböckchen einen Platz als kluges und flinkes Tier und wird unter dem Namen „Schlauer“ oder „Listiger Hase“ geführt. Die englische Bezeichnung royal antelope („Königsantilope“) wurde im Jahr 1704 von Willem Bosman aus der britischen Kolonie Goldküste (heutiges Ghana) erstmals erwähnt. Er gab aber nicht an, ob diese ironisch, symbolisch oder kulinarisch gemeint war.